# 京士利恩足球會
京士利恩足球會（英語：King's Lynn Town F.C.） 是一支位於英格蘭金斯林的職業足球會，目前於英格蘭足球全國聯賽北角逐。

## 历史
该俱乐部成立于 2010 年，当时金斯林足球俱乐部 (King's Lynn FC)已于 2009 年解散。他们被允许进入联合郡联赛 (United Counties League ) 超级联赛，并在联赛的第一个赛季获得亚军，还进入了足总杯 ( FA Vase)半决赛，在那里他们以总比分 6-2 输给了科尔维尔镇队 (Coalville Town)。在2011-12赛季再次获得亚军后，俱乐部晋级到北部超级联赛 (Northern Premier League)南区第一分区。他们第一次尝试就赢得了南区第一分区的冠军，从而晋级到超级联赛。 2015 年，俱乐部转入南方联赛 ( Southern League)超级联赛。2016-17 赛季，他们赢得了诺福克高级杯 (Norfolk Senior Cup)，在决赛中以 2-0击败费克纳姆镇队 (Fakenham Town) 。  2017-18 赛季，该俱乐部在南方联赛超级联赛中获得亚军，获得升级附加赛资格。在半决赛中以 3-0击败韦茅斯后，他们在决赛中以 2-1 输给了斯劳镇。该俱乐部在2018-19 赛季被列入超级联赛中部赛区，最终获得亚军并有资格参加附加赛。在击败斯特拉特福德镇和阿尔维彻奇后，他们在超级附加赛决赛中以 3-2 击败沃灵顿镇，晋级国家联赛北部赛区。
由于新冠疫情， 2019-20 赛季被迫中止，俱乐部在联赛中排名第二，在少赛两场的情况下落后领头羊约克城两分。国家联赛后来决定最终的联赛积分榜将以场均积分为基础，金斯林成为冠军，晋级国家联赛。2020-21赛季，诺茨郡因球队中爆发新冠疫情而被迫放弃第四轮资格赛，俱乐部首次进入足总杯第一轮；金斯林在第一轮比赛中在维尔公园球场以 1-0击败英乙俱乐部波特维尔，随后在第二轮比赛中以 1-6 负于朴茨茅斯。
2021-22赛季，球队再次闯入足总杯第一轮，主场 0-1 负于沃尔索尔，联赛赛季结束时，金斯林从国家联赛降级回国家联赛北部。2022-23 赛季，球队再次闯入足总杯第一轮，客场 0-1 战胜唐卡斯特流浪者，晋级第二轮，在第二轮中 0-3 负于斯蒂夫尼奇。球队最终在国家联赛北部赛区获得亚军，但在附加赛半决赛中 1-4 负于基德明斯特流浪者。

## 预备队
俱乐部的预备队于 2010 年加入了联合郡联赛的预备队第二分区，并在第一个赛季就赢得了该分区的冠军，并晋级到预备队第一分区。在下个赛季赢得预备队第一分区冠军并成为第一支离开联合郡联赛的球队后，预备队于 2012 年加入了彼得伯勒区联赛的第一分区。他们连续第三个赛季夺冠，并晋级到超级联赛。在下个赛季赢得超级联赛冠军后，预备队加入了东部郡联赛的第一分区。他们在 2016-17 赛季赢得了第一分区杯赛冠军，在决赛中 1-0击败威斯贝奇圣玛丽队。 该队在2020-21 赛季结束时退出东部郡联赛。

## 地面
俱乐部从金斯林队手中接管了 Walks 球场，金斯林队自 1881 年成立以来就一直在那里进行比赛。1892 年，球场周围竖起了帆布屏风，以防止人们不付费观看比赛。 1893 年，球队在电灯下对阵威斯贝奇镇队。 1896 年修建了一个看台，不过它在 1905 年被拆除，取而代之的是耗资 250 英镑建造的 500 个座位的木制看台。 20 世纪 50 年代中期，球迷俱乐部在球场北侧安装了可容纳 4,000 人和 780 个座位的看台。 1955 年，木制看台被卖给了斯伯丁的一家公司，一个新的看台可容纳 1,400 人，附带一个可容纳 3,000 人的阶梯式围场，耗资 27,000 英镑建成。1956年 8 月 18 日，时任国际足联主席兼英格兰足协主席阿瑟·德鲁里主持了新看台的揭幕仪式。 
泛光灯于 1963 年安装，并于 9 月 25 日在卡利节杯对阵剑桥城队的比赛中首次使用。

## 荣誉
- 全国联赛
  - 2019-20 赛季国家联赛北区冠军
- 北部超级联赛
  - 2012-13 赛季甲级联赛南区冠军
- 诺福克高级杯
  - 2016-17 年获奖者

## 记录
- 足总杯最佳表现：第二轮、2020-21年、2022-23年
- 足总杯最佳表现： 2012-13赛季第三轮
- 足总杯最佳表现: 2010-11赛季半决赛
- 最大胜利：2011 年 1 月 1 日，联合郡联赛超级联赛， 10-1 战胜朗兹镇

## 外部連結
- 官方网站 （页面存档备份，存于）
- 支持者基金会网站 （页面存档备份，存于）